# The Ball
The Ball ist ein Computerspiel des Entwicklers Teotl Studios. Bei The Ball handelt es sich um einen Ego-Shooter, der 2010 von Tripwire Interactive veröffentlicht wurde. Eigentlich sollte es eine Modifikation für Unreal Tournament 3 werden, aber das Unreal Development Kit ermöglichte es, aus der Mod ein eigenständiges, kommerzielles Spiel zu machen. Das Spiel erhielt diverse Auszeichnungen, u. a. besetzte das Spiel auf der Make Something Unreal (ein Wettbewerb für Spiele auf Basis der Unreal Engine) den zweiten Platz, der mit 40.000 US-Dollar prämiert war.